# Antikolonizační teorie
Antikolonizační teorie byla hypotéza o soustavném osídlení Českých zemí germánským obyvatelstvem vypracovaná česko-německým historikem Bertoldem Bretholzem a představená v jeho díle Geschichte Böhmens und Mährens bis zum Aussterben der Přemysliden (1306) (Dějiny Čech a Moravy až do vymření Přemyslovců (1306)) z roku 1912. Svůj název dostala díky faktu, že popírala dosud široce přijímanou tezi o příchodu hlavní části Němců v rámci kolonizace Českých zemí ve 13. století.

## Teorie
Podle této teorie nepřišlo německé obyvatelstvo Českých zemí za kolonizace ve 13. století, ale již zde žilo souběžně s obyvatelstvem slovanským. České země tak měly mít trvalý česko-německý charakter. Změna v českém státě v 13. st. měla být zapříčiněna přirozeným rozvojem původního germánského obyvatelstva, které začalo získávat převahu. Zákupní, městská a jiná práva byla původně osobními právy již zde žijících Němců, která se v daném období začala přenášet na slovanské obyvatelstvo. Německé právo získalo převahu tehdy, kdy se projevilo, že je „lidštější“ a „svobodnější“ než zvykové právo slovanské.

### Předložené důkazy
Jelikož neexistovaly žádné přímé důkazy o souběžné existenci většího českého a německého osídlení před 13. stoletím, Bretholz svou teorii zdůvodňoval nepřímo. S kolonizací přišel první František Palacký, který ji měl zkonstruovat na základě padělků Václava Hanky. Naopak svou teorii dokládá existencí franské hrabské soustavy v Čechách v 11. století, která měla mít starší původ již v 9. a 10. století; odkazuje na její původ od zde usídleného germánského obyvatelstva. Přistupuje také k tendenčnímu, značně volnému výkladu pramenů – např. usuzuje silné německé osídlení západní Moravy díky tomu, že roku 1061 získal tuto část Konrád z důvodu, že uměl německy. Hlavní důraz kladl Bretholz na města, která měla být baštami němectví. Města neměla vzniknout umělým způsobem (lokováním, udělením městských práv), ale postupným vývojem z česko-německých podhradí, kde německé právo nabylo vrchu nad slovanským zvykovým právem. Německá osada na dnešním pražském Starém Městě nevznikla jako osada německých kupců, přišlých z Říše, ale byla původním sídlem Germánů.

### Ohlasy
Německá historiografie
Zpočátku bylo jeho dílo Geschichte Böhmens und Mährens bis zum Aussterben der Přemysliden (1306) kladně přijato česko-německými (Joseph Loserth, Karl Beer, Oswald Redlich, Karl Uhlirz) i některými německými historiky (Alfons Dopsch, Robert Holtzmann či Rudolf Much). Objevily se však i nesouhlasné hlasy – Bretholze kritizovali Adolf Zycha (Über der Ursprung der Städte in Böhmen und die Städtepolitik der Přemysliden (MVGDB LII), kritika Bretholzovy teorie vzniku měst postupným převážením německého práva v česko-německých sídlech), Wilhelm Wostry (Das Kolonisationsproblem: eine Überprüfung der Theorien über die Herkunft der Deutschen in Böhmen (1922)), Ernst Schwarz (Zur Namensforschung und Siedlungsgeschichte in den Sudetenländern (1927), studium místních jmen, podle něj je nutno klást počátky německého osídlení v českých zemích do 13. století), Karl Berger (Die Besiedlung des deutschen Nordmährens im 13. und 14. Jahrhundert (1933), zkoumal osídlení severní Moravy) či Otto Peterka (Rechtsgeschichte der böhmischen Länder).
Mnozí regionální česko-němečtí badatelé se připojili na Bretholzovu a začali jeho teorii obhajovat a dále rozvíjet. Mezi zastánce patřil např. jihlavský archivář Emanuel Schwab. Karl Schneider ve svém díle Die Geschichte der Deutschen Ostböhmens I, Von der ältest Zeit bis zum Beginn der Hussitenstürme (1923) zpracoval údajné nepřetržité germánské osídlení Trutnovska (Hesové, Durynkové a Silingové), Hans Schreuer pak v práci Germanische und slavische Staatsbildung (1928) rozvedl Bretholzovy myšlenky, že veškerý pokrok vychází z recepce germánských právních řádů.
Česká historiografie
V české historiografii byl jeho přístup jednoznačně odmítnut. Josef Šusta teorii odmítl v článku Nový Antipalacký. Nepopíral jistý německý vliv v 9. až 12. století, avšak podle něj se jednalo spíše o jednotlivce přišlé z Říše (dvůr, duchovenstvo, obchodníci), ne o ucelenou vrstvu usedlého obyvatelstva. František Kameníček mu v recenzi v Časopise matice moravské v roce 1915 vyčetl otevřenou stranickost, ignorování novějších českých prací po Palackém a snahu germanizovat moravskou historii. Nejvýraznějším Bretholzovým oponentem se stal Josef Pekař. Ten vydal devět statí na stránkách Lidových novin, které později vyšly knižně jako Objevy Bretholzovy čili od které doby sedí Němci v naší vlasti (1922). Vyčítal mu povrchnost, jednostrannost, tendenčnost, národnostní zaslepení („německý pán - český otrok“).
| „             | Jde o stranné a rafinované sestavení dat a souvislostí a o stranné zamlčení jiných. Vše to je daleko od snahy po poznání pravdy a tudy daleko vědy. Je to národními předsudky naplněný, nerozpačitě za svým bojovným cílem jdoucí žurnalismus. | “ |
| — Josef Pekař | |   |

Bretholzova obrana
Sám Bretholz se obhajoval na stránkách časopisu Zeitschrift des deutschen Vereines für die Geschichte Mährens und Schlesiens (články Meine „Geschichte Böhmens und Mährens“ und ihre Kritiker, Zur Zygaschen Kritik meiner „ Geschichte Böhmens und Mährens“, Palacky‘s „Kolonisationstheorie“, Kolonisations-Polemik). Zde se do diskuze zapojili také Alfred Fischel, Anton Rzehak, Anton Mayer či také Robert Holtzmann. Odpověď Pekařovi zveřejnil v pěti článcích, které vyšly ve významných německých novinách (Bohemia, Reichenberger Zeitung, Prager Tagblatt, Tagesbote aus Mähren und Schlesien). Zde poprvé přiznal i politické zájmy: „německý národ by mohl nyní učinit také politické důsledky“.